# Ghetto di Minsk
Il Ghetto di Minsk (in bielorusso Менскае гета, Menskae geta; in russo Минское гетто, Minskoe getto), creato il 20 luglio 1941, subito dopo l'invasione tedesca dell'Unione Sovietica, è stato il più ampio tra i ghetti nazisti creati in Bielorussia e il secondo in ordine di grandezza nei territori occupati dalla Germania nell'Unione Sovietica dopo quello di Leopoli (Leopoli, Ucraina). Nel ghetto di Minsk furono rinchiusi attorno ai 100.000 ebrei, e secondo lo storico Shalom Kholawski, di questi più di 90.00 furono uccisi durante il periodo in cui il ghetto fu attivo e fino alla sua liquidazione avvenuta il 23 ottobre 1943.

## Storia
Minsk era uno dei centri storici della presenza ebraica nell'Est europeo sin dal XVI secolo. I censimenti sovietici mostrano che nel 1926 erano 53.700 gli ebrei residenti a Minsk (costituendo quasi il 41% degli abitanti della città); nel 1939 il loro numero era cresciuto a 70.998 (pari al 30% della popolazione totale). La presenza ebraica crebbe ancora dopo lo scoppio della seconda guerra mondiale con l'arrivo di migliaia di rifugiati dalla Polonia occidentale occupata dai tedeschi già nel settembre 1939. 
Nel giugno 1941 inizia con l'Operazione Barbarossa l'invasione tedesca anche dei territori sovietici. Durante i tre anni di occupazione (1941-44), la parte occidentale della Bielorussa divenne Commissariato Generale della Russia Bianca (Generalkommissariat Weissruthenian), parte del Commissariato del Reich Ostland (Reichskommissariat Ostland), con Minsk come capitale.
Soltanto una piccola frazione degli ebrei di Minsk riuscì a lasciare la città prima dell'arrivo delle truppe tedesche, il 28 giugno 1941. Il lancio di paracadutisti tedeschi a est della città tagliò ogni via di fuga e costrinse migliaia di profughi, tra cui moltissimi ebrei, a rientrare a Minsk. 
Le persecuzioni antiebraiche cominciarono immediatamente. Le autorità tedesche, sotto minaccia della pena di morte, ordinarono a tutti i maschi di età compresa tra i 15 e i 45 anni di presentarsi per essere censiti. I 40.000 che si presentarono furono condotti in un campo di raccolta a Drozdy, fuori Minsk, e divisi in tre gruppi: ebrei, membri dell'Armata Rossa e civili non ebrei. Solo quest'ultimi furono rilasciati dopo alcuni giorni, mentre i soldati dell'Armata Rossa furono avviati ai campi di prigionia. Quanto agli ebrei, 2000 di essi che furono identificati come membri dell'intellighenzia furono portati nei boschi vicini e massacrati. Gli ebrei rimasti furono trasferiti nella prigione di Minsk e rilasciati il 20 luglio 1941. Lo stesso giorno fu istituito il ghetto di Minsk, tutte le proprietà ebraiche furono confiscate e fu ordinato a ogni ebreo di indossare la stella di David.

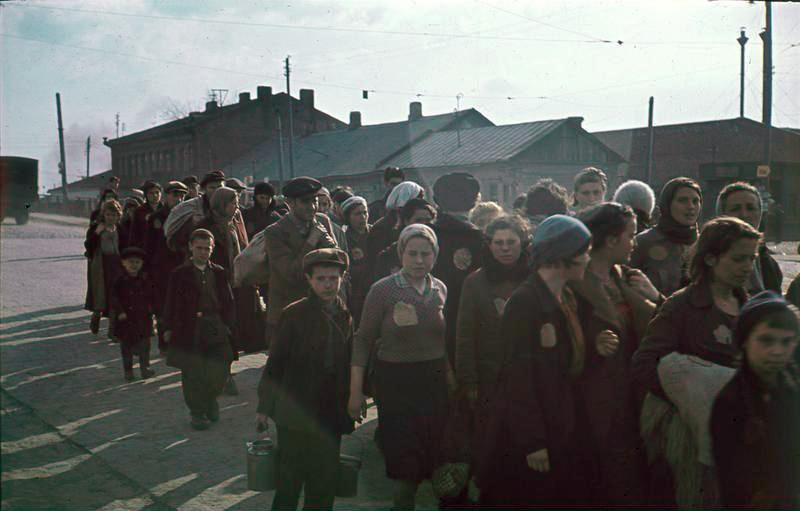
Ebrei a Minsk nel 1941

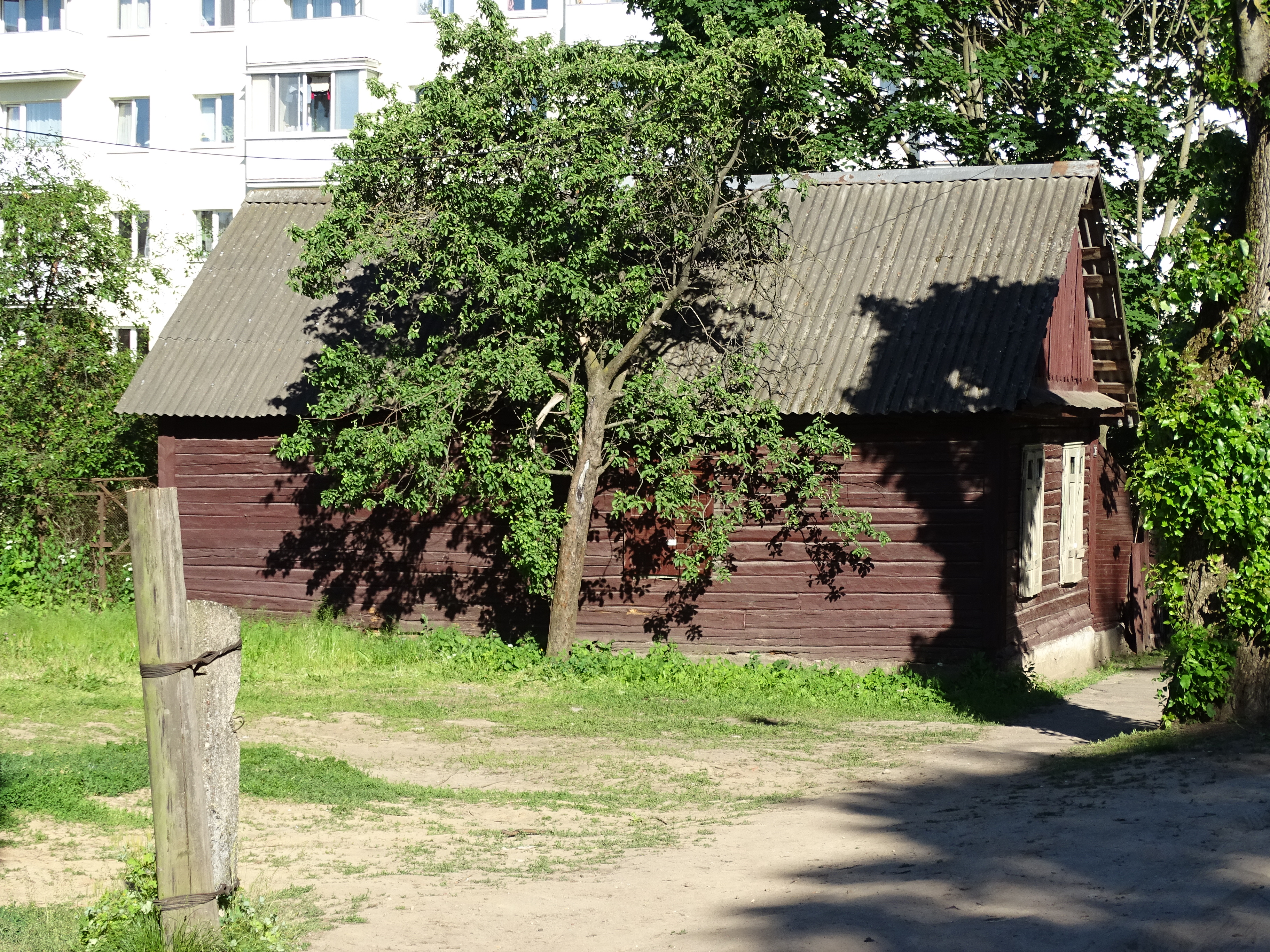
L'unico edificio del ghetto di Minsk ad essere sopravvissuto

L'area destinata a ghetto era un sobborgo della città fatto per lo più di cottage di legno, circondato da una robusta recinzione in filo spinato, con torri di guardia a controllarne il perimetro e gli accessi. La popolazione totale del ghetto era di circa 80.000-100.000 persone, di cui la metà erano abitanti della città di Minsk, il resto vi erano giunti some rifugiati e vi erano stati deportati dai tedeschi da centri vicini. Le condizioni di vita erano disumane. Molti degli edifici erano in precarie condizioni, privi di finestre, riscaldamento o semidiroccati. Ad ogni adulto fu assegnato uno spazio abitativo di un metro e mezzo quadrato (nessuno spazio aggiuntivo fu considerato per i numerosi bambini). Le scorte alimentari erano precarie, ben al di sotto del limite di sussistenza, e rilasciate solo a chi fosse impiegato nel lavoro coatto. Del tutto insufficienti risultavano le forniture mediche, nonostante gli sforzi eroici del personale medico ebraico presente nei due ospedali del ghetto. Fame, freddo e malattie causarono numerose vittime.
Con il ghetto fu istituito anche un Consiglio ebraico (Judenrat), presieduto da Elijahu Muszkin, e un corpo di polizia ebraica, cui era demandato il compito di mantenere l'ordine nel ghetto e di eseguire le direttive delle autorità naziste. Come in tutti i maggiori ghetti nazisti, gli ebrei "abili" furono costretti a lavorare nelle fabbriche o in altre operazioni gestite dalla Germania. Agli ebrei non era consentito di uscire dal ghetto se non per il lavoro coatto. Di notte vigeva il coprifuoco anche all'interno del ghetto. 
Soprattutto, la popolazione del ghetto continuò ad essere terrorizzata da frequenti rastrellamenti, che si ripeterono con particolare violenza il 14, 25 e 31 agosto, seguiti da uccisioni sommarie che costarono la vita a circa 5.000 uomini. Heinrich Himmler che il 15 agosto fu presente a uno di questi massacri, li trovò demoralizzanti per il morale delle truppe tedesche; l'esperienza lo spinse alla ricerca di sistemi più "anonimi" ed efficienti, come la gassazione.
Il 7 novembre 1941, in quello che fu il primo grande massacro indiscriminato a colpire anche donne, vecchi e bambini. Migliaia di ebrei furono catturati e portati a Tuchinka, dove furono mitragliati e sepolti in fosse comuni. Alcune delle strade svuotate furono usate tre giorni dopo per ospitare, in un ghetto speciale (Sonderghetto), 1.500 ebrei tedeschi, la maggior parte dei quali provenienti da Amburgo. Per questo lo si chiamò "ghetto di Amburgo" (Ghetto Hamburg). Altri 6.500 ebrei giunsero nei giorni successivi da Francoforte, Brema, Berlino e la regione del Reno. Per far loro spazio, il 20 novembre 1941, in un secondo massacro, altre 5.000-7.000 persone furono condotte a Tuchinka, dove furono uccise, il che portò il totale delle vittime di novembre a oltre 12.000 persone.
Alla fine saranno quasi 24.000 gli ebrei tedeschi deportati a Minsk da Amburgo, Francoforte, Berlino, la Renania, Brema, Vienna e dal Protettorato di Boemia e Moravia, tra il novembre 1941 e l'ottobre 1942. 19.000 di loro, ovvero quanti non saranno uccisi direttamente al loro arrivo al vicino campo di sterminio di Malyj Trostenec, furono prima ospitati al ghetto di Minsk. Per mezzo di recinti di filo spinato, il ghetto era ormai diviso in tre sezioni: il ghetto principale per ebrei "non specializzati"; una sezione per lavoratori "qualificati" e membri dello Judenrat, compresa la polizia del ghetto; e la sezione speciale che ospitava gli ebrei tedeschi, austriaci e cechi. 
I massacri proseguirono senza tregua nel 1942. All'inizio dell'anno giunsero a Minsk anche i primi due Gaswagen, con i quali si poterono accelerare le operazioni di sterminio.
Alla vigilia di Purim, le autorità tedesche richiesero al Judenrat la consegna di 5.000 persone (bambini e anziani). Di fronte al rifiuto di collaborare, il 2 marzo del 1942, in un terzo maggiore massacro, reparti di collaborazionisti lituani, al comando di Antanas Impulevičius, entrarono nel ghetto. Molti ebrei furono sepolti vivi in una grande fossa scavata in via Ratomskaja nelle vicinanze del ghetto (dove ora si trova il monumento commemorativo di "Yoma"); tra di loro 200-300 bambini dell'orfanotrofio. Altri ebrei furono condotti nella foresta di Kodianovo (Dzjaržynsk) e fucilati, altri ancora furono lasciati la notte all'aperto a morire per assideramento. Alla fine i morti saranno circa 5.000. Per il loro rifiuto a collaborare, il presidente dello Judenrat Elijahu Muszkin fu impiccato insieme al capo della polizia ebraica. A sostituire Muszkin fu chiamato Mosze Jaffe, un avvocato da Vilnius.
I massacri si ripeterono a ritmo serrato, il 31 marzo, il 2-3 aprile, il 15 aprile, il 23 aprile e ancora nel maggio 1942. Nel frattempo il 7-8 maggio divenne operativo il campo di sterminio di Malyj Trostenec, a poche miglia da Minsk. Il 2 giugno 1942 un altro trasporto giunse nel ghetto, questa volta proveniente da Vienna.
Un quarto grande massacro si compì nei giorni 28-30 luglio 1942. Furono uccise più di 10.000 persone, inclusi 3.500 ebrei tedeschi, austriaci e cechi, la maggior parte dei quali erano anziani, donne e bambini. In esso ebbero per la prima volta impiego massiccio i Gaswagen. Ad agosto 1942, restavano ormai nel ghetto meno di 9.000 persone (8.794, secondo i documenti ufficiali tedeschi). Ormai anche i treni provenienti dall'ovest, dal campo di concentramento di Theresienstadt, venivano indirizzati direttamente al campo di sterminio di Maly Trostenets, con l'eccezione di poche persone selezionate per il lavoro coatto. 
Nel 1943 si procedette speditamente alle ultime fasi della liquidazione del ghetto. Il 1º  febbraio 1943, almeno 1.500 persone furono massacrate nel campo di sterminio di Malyj Trostenec. Nel maggio 1943 si eliminarono tutti i pazienti e i dottori dell'ospedale. Donne, anziani e bambini continuarono a essere uccisi a piccoli gruppi durante l'estate del 1943. Un trasporto di 2.000 uomini fu inviato al campo di lavoro di Budzyn vicino a Lublino il 10 settembre, altri partirono il 18 settembre per il campo di sterminio di Sobibór.
Il ghetto fu definitivamente chiuso il 21-23 ottobre 1943; dall'8 settembre 1943 iniziarono ad arrivare anche prigionieri di guerra Italiani e civili rastrellati nei territori appena occupati dai Tedeschi. il quinto e finale grande massacro nella storia del ghetto si concluse con l'invio degli ultimi 2.000 sopravvissuti al campo di sterminio di Malyj Trostenec. Si conosce la sorte di solo 23 persone che rimasero nascoste in un rifugio sotterraneo nell'area del ghetto; di essi 13 riuscirono a sopravvivere fino alla fine della guerra grazie all'aiuto ricevuto da una donna bielorussa, Anna Dvac. Quando l'Armata Rossa riconquistò la città di Minsk il 3 luglio 1944, vi si trovarono solo pochi ebrei ancora in vita, di quella che un tempo era stata una delle più numerose comunità ebraiche dell'Est europeo.

## La Resistenza ebraica

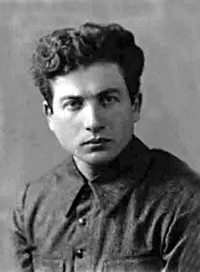
Michail L'vovič Gebelev

A Minsk e nell'area adiacente operarono diverse formazioni partigiane. Un'organizzazione di resistenza ebraica si costituì all'interno del ghetto già nell'agosto del 1941, in stretta collaborazione con i partigiani sovietici. Michail L'vovič Gebelev ne fu il carismatico leader. A differenza di quanto avvenuto in altri ghetti nazisti, le autorità di autogoverno dello Judenrat agirono sempre in accordo con la resistenza clandestina.
Scartata come impraticabile l'idea di una rivolta nel ghetto, l'attività della resistenza si concentrò su come rendere possibile la fuga e sull'organizzazione dell'accoglienza dei fuggitivi nella foresta. Il numero di coloro che tentarono la fuga non è conosciuto (forse 20.000-30.000). A fare loro da guida erano generalmente dei ragazzini, che potevano muoversi con più facilità tra le linee e sfuggire ai controlli cui tutti gli adulti abili al lavoro erano sottoposti. Si calcola che siano stati circa 10.000 i fuggitivi che riuscirono nell'intento di raggiungere i gruppi partigiani nelle foreste vicine, evitando la cattura; di essi la metà sopravvissero alla guerra.
Michail L'vovič Gebelev rimase fino all'ultimo all'interno del ghetto per coordinare i piani di fuga, finché fu catturato e ucciso dalla Gestapo nell'agosto 1942. Quando, due settimane dopo la liberazione, il 16 luglio 1944, le truppe partigiane sfilarono per il centro di Minsk, fra di loro vi erano 5.000 ebrei fuggiti dal ghetto grazie agli sforzi della resistenza e sopravvissuti nella foresta.

## Aspetti sconosciuti del ghetto di Minsk - il quarto ghetto più grande del sistema concentrazionario nazista
Una ampia ricerca condotta da Yad Vashem tramite il Dr. Daniel Romanovsky, storico presso l' "Istituto Internazionale per la ricerca dell'Olocausto" del Memoriale nazionale ebraico, mette in evidenza che nonostante il ghetto di Minsk sia stato uno dei più grandi ghetti del sistema concentrazionario nazista ed è da considerarsi "unico" sotto diversi aspetti, come per esempio, la maggioranza della popolazione ebraica "sovietizzata", «la sua storia è praticamente sconosciuta» sia perché gli archivi che contenevano testimonianze, secretati per oltre mezzo secolo, sono stati aperti solo recentemente, sia perché testimoni e testimonianze erano richiusi dietro la cortina di ferro. La ricerca dello storico, che poi è diventato un podcasting in lingua ebraica, ha preso in esame soprattutto l'Olocausto in Lituania e in Bielorussia.
Lo storico sottolinea di come l'invasione tedesca in Unione Sovietica rappresentò una «escalation nella politica antiebraica tedesca», come si evinse chiaramente dalle parole di un rappresentante dell'alto comando e precisamente il feldmaresciallo Erich von Manstein che dichiarò:

«Dal 22 giugno, la nazione tedesca è stata immersa in una battaglia per la vita o la morte; il sistema ebraico bolscevico deve essere cancellato una volta per tutte».
Pochi giorni l'arrivo delle truppe tedesche, si passò dalle parole di Erich von Manstein, ai fatti. A tutti gli uomini di età tra i 15 ei 50 anni fu ordinato di registrarsi. Portati nei campi di prigionia furono tenuti per dieci giorni senza acqua e senza cibo. Quando arrivò l'acqua e gli internati corsero verso i barili, furono tutti fucilati. Dopo alcune settimane, gli ebrei furono separati da tutti gli altri e portati in campi aperti non avendo nulla per scaldarsi durante la notte gelida. La mattina non veniva distribuito nessun cibo a chi aveva passato la notte all'addiaccio, e se qualcuno faceva la lecita richiesta di poter mangiare qualcosa, i tedeschi gli sparavano.

Una testimonianza fa rilevare che : «La maggior parte degli ebrei che sopravvissero a tutto questo furono successivamente trasferiti nel ghetto. La violenza contro gli ebrei, i rapimenti e i furti erano già iniziati il primo giorno dell'occupazione. Il dilagante saccheggio delle case della gente continuò; i tedeschi presero posizione nella scuola comunale e spararono ai passanti dalle finestre.»

Lo storico Romanovsky fa rilevare inoltre che già il decimo giorno dell'occupazione, i tedeschi riunirono tutti gli ebrei intellettuali che avevano professioni accademiche, raccontandogli la fandonia che avrebbero loro dato un lavoro all'altezza delle loro capacità. La realtà su quella fandonia fu subito evidente: i circa 500 intellettuali furono giustiziati in un sobborgo di Minsk. Per Minsk fu un vero e proprio "omicidio di massa", un "omicidio di gruppo", mirato!

Nei primi giorni di luglio 1941 gli invasori tedeschi nominanno  un Judenrat affidando la presidenza a Eliyahu (Ilya) Mushkin. Il 19 luglio fu annunciato di istituire un ghetto, e il giorno dopo tutta Minsk conosceva tale proposito. Gli ebrei accolsero con favore l'idea del ghetto e tutti si trasferirono al ghetto con quello che avevano pensando che questa "separazione" avrebbe impeduto i pogrom. Quello che invece non immaginavano era il fatto che nella case del ghetto sarebbero stati "ammassati" fino all'inverosimile. Una testimonianza spiega cosa significava il "Vivrai in quella casa":

«Cinque famiglie vivevano già in quella casa. Avevamo solo un angolo dove potevamo posizionare i due letti che avevamo portato per sdraiarci. Ricordo che quando ci sdraiavamo lì, se qualcuno si girava, l'intera fila doveva girarsi. Tutti i membri della nostra famiglia dormivano su quei due letti. Circa 35 persone vivevano in quella stanza, forse anche 40, e nel nostro angolo c'erano 12 persone».
Il ghetto, recintato da filo spinato, «si estendeva su due chilometri quadrati e comprendeva 34 strade e vicoli», oltre il cimitero ebraico. Gli ebrei che lo popolavano erano oltre gli ebrei di Minsk, anche rifugiati che provenivano dalla Polonia e gli ebrei internati da altre città e villaggi nei dintorni di Minsk. Si stima che furono in circa 100.000 gli ebrei che abitarono il ghetto. La varietà degli ebrei del ghetto «intensificarono anche i divari intergenerazionali all'interno delle famiglie ebraiche, sia miste che non miste». I giovani sovietizzati «che avevano perso i loro legami con l'ebraismo – erano completamente smarriti quando arrivarono nel ghetto». Un testimone dichiarò che le persone che avevano ricevuto una cultura ed educazione diversa guardavano gli altri con disprezzo. Le persone anziane erano pronte a sentenziare che quanto stava accadendo, era la punizione per aver abbandonato l'ebraismo.
Il ghetto di Minsk a differenza di tutti gli altri ghetti fu un ghetto in cui violenza, stupri e saccheggi erano all'ordine del giorno tanto che nel cimitero all'interno del ghetto fu scavata una grande fossa per gettarci dentro gli ebrei fucilati che avevano "peccato" non togliendosi il berretto dinnanzi a un tedesco, o per aver camminato molto vicino alla recinzione o semplicemente perché aveva dimenticato di indossare la stella gialla. Si stima in 5000 gli ebrei uccisi nel solo mese di agosto del 1941. Prima della deportazione degli abitanti del ghetto per i campi di sterminio, giunge a Minsk la EK8 (einsatzkommandos 8), una "unità speciale" delle famigerate Einsatzgruppen B «note principalmente per il loro ruolo nell'omicidio sistematico degli ebrei». Questi soggiornarono per sei settimane, commettendo sette massacri di ebrei. In sei di questi furono massacrati 800 ebrei, nel settimo massacro, che ebbe come spettatore anche un ospite speciale come Heinrich Himmler, furono eliminati circa 300 ebrei.

In effetti, osserva Daniel Romanovsky: «Tali uccisioni continuarono per tutta l'esistenza del ghetto, insieme a omicidi di massa su larga scala. Che fosse notte o giorno, nessun ebreo a Minsk poteva essere sicuro di non essere ucciso, che non sarebbe stato catturato e ucciso da qualche parte nella periferia della città».

### Il massacro del 7 novembre 1941
Lo studio di  Romanovsk continua spiegando come la gente del ghetto di Minsk subì il massacro del 7 novembre 1941, e questo per liberare spazio nel ghetto per altri arrivi. Questo fu per i nazisti la prima aktion di massa, il metodo? quello dei proiettili! come racconta un testimone oculare: «le vittime dell'aktion erano riunite nel magazzino di una fabbrica di mobili. Da lì, furono portati in un luogo chiamato Tuchinka dove erano stati scavati due fossati. Agli ebrei fu ordinato di spogliarsi e sdraiarsi nel fosso a faccia in giù, nella stessa direzione di quelli fucilati davanti a loro. Poi è iniziata la raffica di proiettili». Il risultato ottenuto da coloro che condussero l'aktion, ovvero i nazisti delle Einsatzgruppen con l'aiuto prestato dalle forze ausiliarie lituane, ucraine e bielorusse, fu di 12.000 (dodicimila) abitanti del ghetto uccisi dai proiettili di una mitragliatrice e gettati nei fossati.

«Durante l'aktion, il furto e il saccheggio ebbero luogo luogo più fasi [nel ghetto], prima con i tedeschi e poi con la polizia. Quando l'assedio fu tolto e le orde si riversarono come lupi che si avventano sulle loro prede, sequestrando le proprietà delle vittime. Hanno ridotto tutto fino all' osso. Prima oggetti e cibo, poi i mobili. Tutto ciò che potevano togliere e trasportare anche finestre e porte. Le case di legno furono smantellate trave per trave. Alla fine, rimasero solo scheletri di case distrutte».

### Gli Ostjuden del "ghetto russo" separati dagli ebrei tedeschi del "ghetto di Amburgo"
I nazisti sgomberarono una parte del ghetto di Minsk, identificato anche come "ghetto russo. Quella parte ben presto doveva essere occupata da ebrei che provenivano dalla Germania e da Vienna e fu denominato "ghetto di Amburgo". Fu a novembre del 1941 infatti che giunse il primo gruppo di ebrei tedeschi proveniente da Amburgo. Questo fu il primo di un totale di sette trasporti che giunsero al ghetto, ognuno dei quali composto da circa 1000 persone.
Questi ultimi furono anche indicati come "gli ebrei del Reich" e il loro ghetto fu circondato da una recinzione di filo spinato e dai nazisti fu proibito  il passaggio tra i due ghetti. «Nel maggio 1942, i trasporti da Vienna ripresero, e nell'ottobre dello stesso anno quasi 10.000 persone» erano giunti a Minsk. Inoltre quattordici ulteriori trasporti tra giugno e settembre 1942 giunsero a Minsk con 19.000 ebrei provenienti dal campo di concentramento di Theresienstadt. Al loro arrivo, la maggior parte dei 19.000 furono uccise nei fossati già preparati per loro a Malyj Trostenec. Intanto nelle due parti del ghetto di Minsk, «la mancanza di una lingua comune e le differenze culturali tra gli abitanti del ghetto portarono a relazioni caratterizzate da una reciproca [...] diffidenza». Gli ebrei tedeschi d'altronde si consideravano di classe superiore e più titolati, ed erano convinti, almeno all'inizio, che quanto accadeva agli "Ostjuden" non sarebbe mai accaduto a loro "ebrei del Reich". Il trattamento di riguardo che ricevettero da Wilhelm Kube «rafforzò la loro illusione che il loro destino sarebbe stato diverso e alimentò la loro avversione per gli "ebrei orientali"». Questa convinzione impedì agli ebrei del Reich di cercare una via di scampo dallo sterminio e di fuggire nelle foreste, [...] «fughe che si stavano verificando in numero crescente tra gli ebrei del ghetto locale, ispirati e incoraggiati dalla clandestinità».

## La memoria

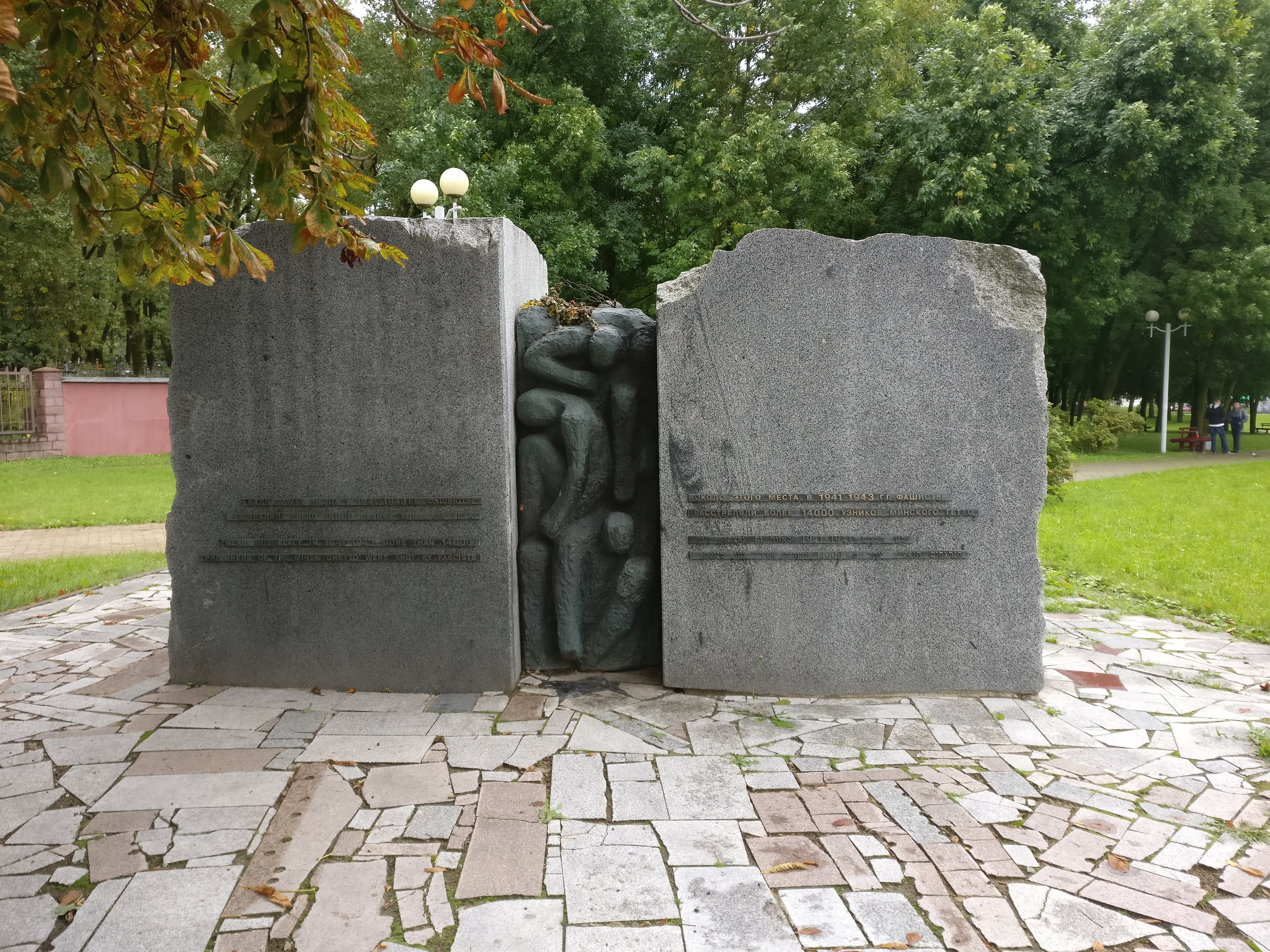
Il monumento alle vittime del ghetto, in via Pritytskogo, a Tuchinka

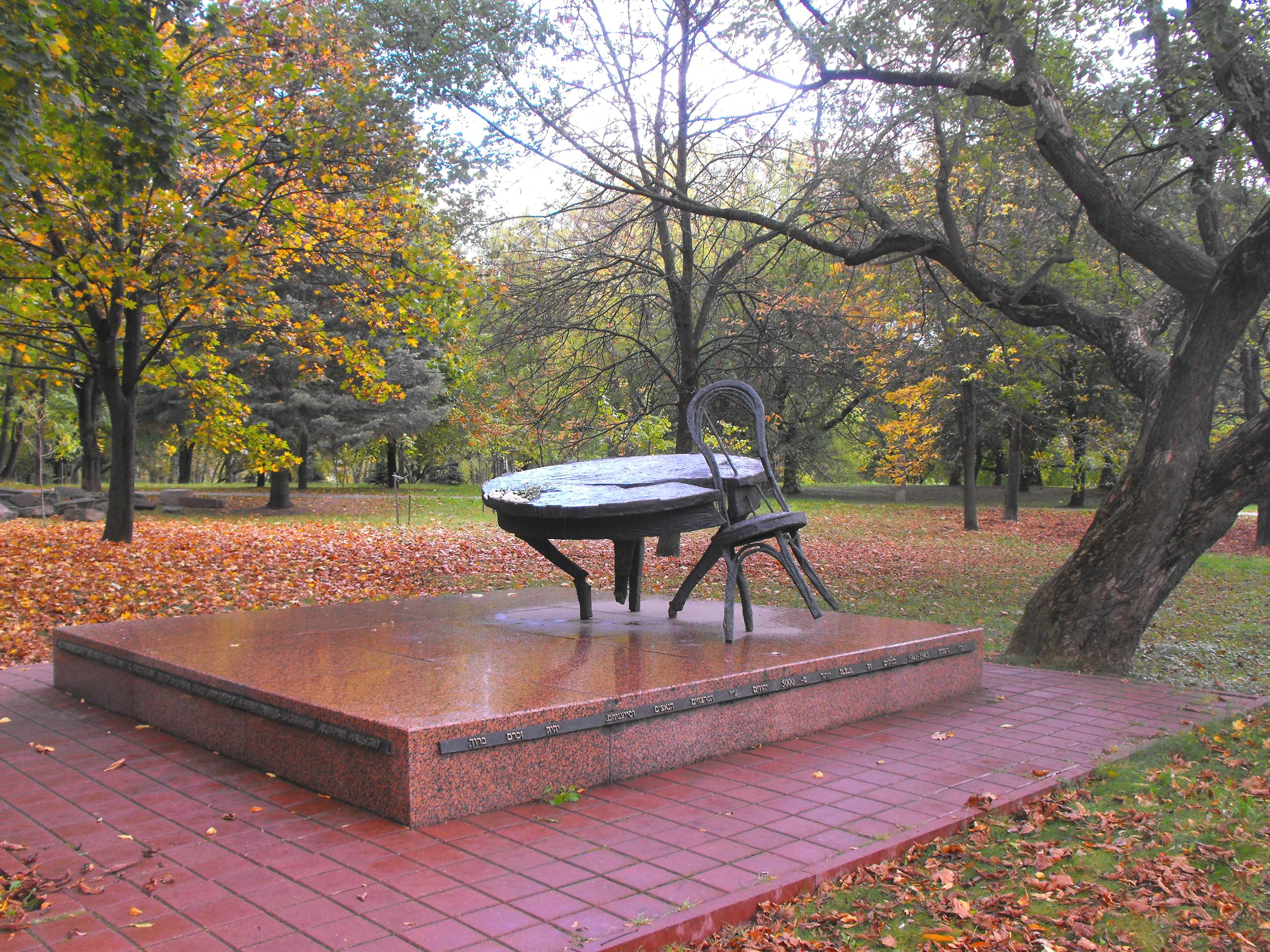
Il monumento a Suchaja

Diversi sono i monumenti costruiti a Minsk in memoria degli ebrei morti del ghetto.
Già nel 1947 un obelisco fu eretto a ricordo dei circa 5.000 ebrei morti nel massacro del 2 marzo 1942 nell'area dell'esecuzione (Yama), con un'iscrizione in yiddish e russo.
A partire dagli anni novanta, diverse stele e lapidi sono state poste in memoria degli ebrei del Sondergetto e numerosi nuovi monumenti sono stati eretti nei luoghi del ghetto e degli eccidi degli ebrei che vi furono rinchiusi. I più elaborati e monumentali sono quelli in via Pritytskogo a Tuchinka, con un'iscrizione in quattro lingue, e quello a Suchaja, con una scultura commemorativa ("Cuore spazzato"). Nel 2000, Jama, l'area del massacro del 2 marzo 1942 è stata interamente ridisegnata, con aggiunta, all'obelisco del 1947, della composizione scultorea "L'ultimo viaggio", che descrive la discesa delle vittime nella fossa destinata alla loro esecuzione. 
Nel marzo del 2003, è stato aperto un Istituto storico sul ghetto in via Suchaja 25, ospitato da un edificio prebellico rinnovato anche grazie al contributo del governo tedesco. Vi si trova un'esposizione museale dedicata alle vittime dell'Olocausto e vi vengono condotti studi e ricerche sulla storia della seconda guerra mondiale, conferenze, seminari e concerti.
Nel sessantesimo anniversario della "vittoria nella Grande Guerra Patriottica", il 16 giugno 2005, all'angolo tra le vie Rakovskaja e Mebel'nyi fu posta una lapide commemorativa in onore di Michail L'vovič Gebelev, carismatico capo della resistenza ebraica nel ghetto. Il 15 ottobre dello stesso anno, la via Mebel'nyi fu rinominata via Gebelev e il presidente bielorusso Aljaksandr Lukašėnka consegnò alla figlia di Gebelev un'onorificenza in memoria del padre.